# ماتسودایرا نوبوتوکی
ماتسودایرا نوبوتوکی (به ژاپنی: 松平 信祝 Matsudaira Nobutoki); ۲۳ دسامبر ۱۶۸۳ – ۲۹ مهٔ ۱۷۴۴) دایمیو، سامورایی و روجو در دوره ادو اهل ژاپن بود.